# ميخائيل ونايت
ميخائيل ونايت (بالإنجليزية: Michael Knight)‏ هو سياسي أسترالي، ولد في 21 سبتمبر 1952. حزبياً، نشط في حزب العمال الأسترالي. وقد انتخب عضو الجمعية التشريعية نيو ساوث ويلز.

## روابط خارجية
- ميخائيل ونايت على موقع أوليمبيديا (الإنجليزية)